# Lars Nieuwpoort
Lars Nieuwpoort (Den Helder, 29 november 1994) is een Nederlands voetballer die doorgaans als verdediger speelt. Hij tekende in januari 2024 een contract voor een half jaar bij TOP Oss, dat hem overnam van Karmiotissa FC. Hij is de broer van Sven Nieuwpoort.

## Carrière

### Almere City FC
Nieuwpoort debuteerde op 3 augustus 2013 in het betaald voetbal, in de eerste competitiewedstrijd van het seizoen 2013/14. Hij nam het die dag met Almere City op tegen FC Volendam (2-3 verlies), een wedstrijd in de Eerste divisie.